# Andrzej Jan Wróblewski
Andrzej Jan Wróblewski (ur. 1934 w Warszawie) – polski rzeźbiarz, projektant, pedagog; rektor ASP w Warszawie w latach 1983–1988. Od 1988 w Stanach Zjednoczonych i Kanadzie.

## Życiorys

### Lata w warszawskiej ASP
Syn konstruktora i działacza niepodległościowego (POW), Polikarpa Wróblewskiego. Ukończył studia na Wydziale Rzeźby warszawskiej ASP, gdzie uzyskał magisterium w 1959. W tym samym roku otrzymał stypendium rządu włoskiego i wyjechał na kilkumiesięczny staż artystyczny do Włoch. Po powrocie do Polski związał się zawodowo z macierzystą uczelnią. Specjalizował się we wzornictwie przemysłowym i architekturze wnętrz, blisko współpracując z Lechem Tomaszewskim i Jerzym Sołtanem (Zakłady Artystyczno-Badawcze).
Po kolejnym pobycie za granicą (stypendium Fundacji Forda w USA w 1962) Wróblewski został wykładowcą w Katedrze Wzornictwa Przemysłowego warszawskiej ASP. Była to pierwsza w Polsce katedra poświęcona osobno temu tematowi studiów i badań. W 1972, staraniem Wróblewskiego, Lecha Tomaszewskiego i Jerzego Sołtana, powstał Wydział Wzornictwa Przemysłowego na ASP w Warszawie; Wróblewski został jego pierwszym dziekanem. W 1983 otrzymał tytuł profesora nadzwyczajnego, a pięć lat później – profesora zwyczajnego. W 1984 wybrany został rektorem Akademii, którą to funkcję pełnił do 1987. Kadencja rektora Wróblewskiego charakteryzowała się porządkowaniem spraw finansowo-gospodarczych po ciężkich latach stanu wojennego oraz modernizacją samych wydziałów, jak i administracji uczelni. Osiągnięciem było też odzyskanie budynków ASP na Wybrzeżu Kościuszkowskim i otwarcie Muzeum ASP. Wróblewski położył duży nacisk na kontakty zagraniczne uczelni. Ukończył też prowadzone pod jego kierownictwem prace nad projektem Statutu Akademii, który został zatwierdzony przez Senat ASP w 1984.

### Ameryka Północna
Od 1988 pracował na Uniwersytecie Illinois w Urbana i Champaign w USA. Od 1990 prowadził na tej uczelni Program Wzornictwa Przemysłowego. Efektem jego reform tego Programu było przyznanie zaszczytnej pierwszej lokaty w rankingu Gourmana. W tym samym czasie prowadził gościnne wykłady na Uniwersytecie Kolumbii Brytyjskiej w Vancouverze i w Emily Carr University of Art and Design w Vancouverze w Kanadzie.
Od 2001 przeszedł na emeryturę z tytułem profesora emeritusa i zamieszkał w Vancouverze.

## Twórczość
Zajmuje się rzeźbą, tkaniną artystyczną, sztuką komputerową, fotografią, grafiką i filmem. Jego prace znaleźć można w Museum of Modern Art w Nowym Jorku, Muzeum Narodowym w Warszawie, Muzeum Sztuki w Łodzi i prywatnych kolekcjach. W 1998 napisał i opublikował komputerowy podręcznik dla projektantów. Jest autorem publikacji o kulturalnych aspektach wzornictwa i semantyce kształtu.
Od 2007 – wspólnie z żoną, historykiem sztuki Ireną Wróblewską – jest członkiem redakcji wydawanego w Kanadzie rocznika twórczości polskiej „Strumień”. Córka Andrzeja Wróblewskiego, Anna M. Kindler, jest prorektorem Uniwersytetu Kolumbii Brytyjskiej w Vancouverze i znanym fotografikiem.